# Antimins

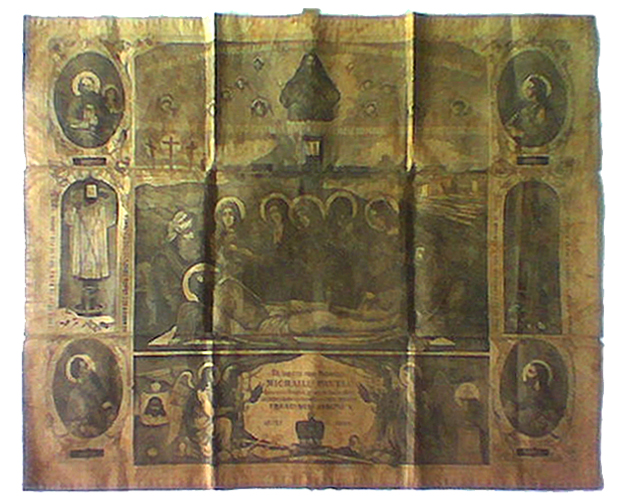
Rumunský antimins

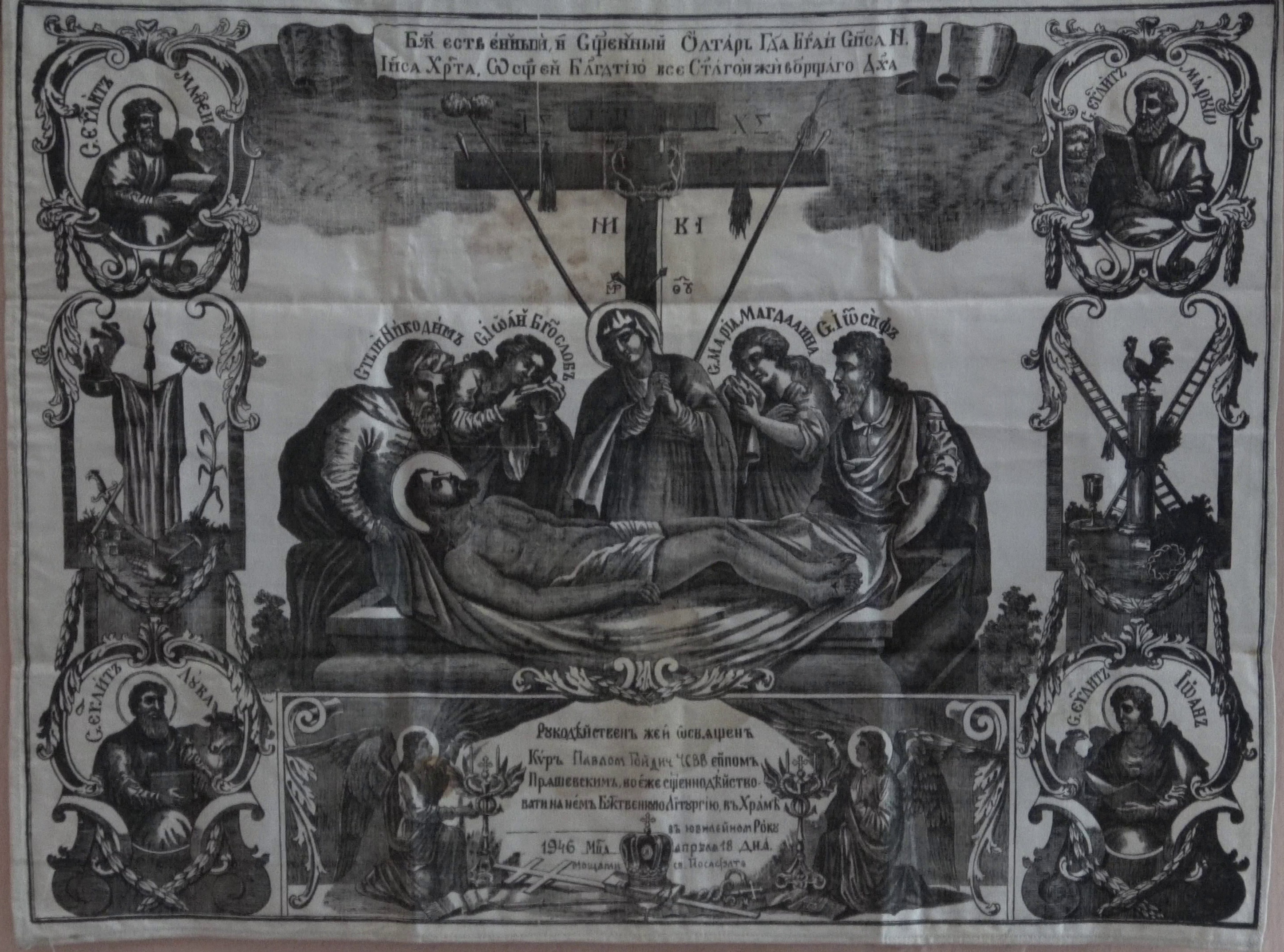
Antimins řeckokatolický z roku 1946

Antimins (ř. antimension) je obdélníkový textilní šátek (v praxi cca 70x50 cm) používaný ve východní křesťanské liturgii. Je na něm zobrazeno snímání Krista z kříže. V rozích jsou zobrazeni evangelisté. Antimins světí biskup výhradně při svěcení nového oltáře (množství, které předpokládá, že bude výhledově potřebovat pro distribuci po svém biskupství, např. pro výměnu starých antiminsů), mj. pomazává svatým myrem. Proto i nový vypadá někdy “ušmudlaně”, to je od tohoto oleje. Biskup podepisuje, eventuálně i razítkuje (ale to je nejspíš velmi mladá praxe, co jsou gumová razítka místo pečetí), uvádí datum svěcení a následně chrám a město, kam je antimins určen. Ve slovanské praxi je ze zadní strany kapsička s uloženou částicí svatých ostatků, pokud možno mučedníka. V řecké praxi se ostatky nevkládají, protože u nich není dovoleno konat liturgii mimo chrám. Mají je tedy automaticky v oltáři.
Bez antiminsu nelze konat božskou liturgii. Nahrazuje vlastně starověký hrob mučedníka (kde se slavila eucharistie), proto ty ostatky. Je zároveň licencí biskupa chrámu, že je v něm možno plně sloužit.
Katolickou obdobou antiminsu je korporál, který eventuálně může také obsahovat všitou kapsičku s ostatkem světce.